# Hailee Steinfeld

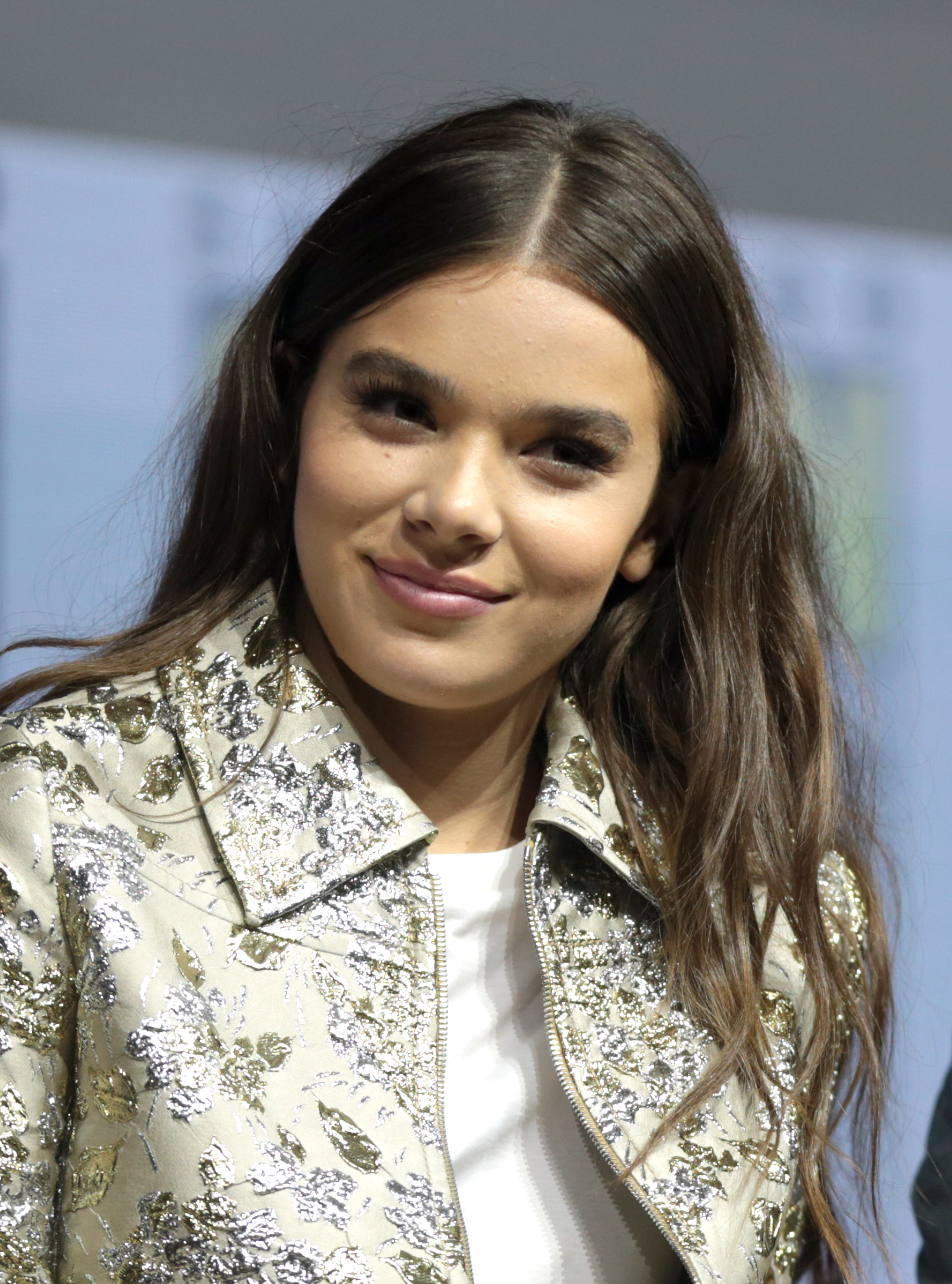
Hailee Steinfeld (2018)

Hailee Steinfeld (* 11. Dezember 1996 in Tarzana, Los Angeles, Kalifornien) ist eine US-amerikanische Schauspielerin und Sängerin. Bekannt wurde sie vor allem durch ihre Rolle der Mattie Ross im 2010 veröffentlichten Spielfilm True Grit. Sie wurde für mehrere Filmpreise nominiert. Als Sängerin erreichte sie mit ihren Songs mehrere Chartplatzierungen.

## Leben
Steinfeld wurde in Tarzana geboren, einem Stadtteil von Los Angeles. Ihre Eltern sind die Innenarchitektin Cheri Steinfeld und Peter Steinfeld, ein Personal Trainer. Ihre Cousine ist die Schauspielerin True O’Brien. Steinfelds Großvater mütterlicherseits ist Filipino. Sie ist eine Großnichte des ehemaligen Kinderdarstellers Larry Domasin.
In noch jungen Jahren zog sie mit ihren Eltern und ihrem rund zwei Jahre älteren Bruder Griffin nach Agoura Hills, von wo aus sie einige Zeit später an die kalifornische Küstenstadt Thousand Oaks zog. Dort wuchs sie auch auf und besuchte dort zuerst die Conejo Elementary School und später die Colina Middle School, die sie allerdings am Ende ihres ersten Jahres verließ, um Hausunterricht zu erhalten.
Erste Erfahrungen in der Schauspielerei sammelte Steinfeld beim Dreh von Werbespots, unter anderem für bekannte Marken und Geschäftsketten wie Kmart. Zu ihrem Debüt im Film- und Fernsehbereich kam sie im Jahr 2007, als sie in einer Folge der nur kurzlebigen Serie Back to You zu sehen war. Danach folgten ab 2008 verschiedene Auftritte in zumeist jugendorientierten Filmen wie Heather: A Fairy Tale, wo sie die Hauptrolle spielte, She’s a Fox, Grand Cru, Summer Camp und Without Wings. Nachdem sie bis 2010 in fünf namhaften Filmproduktionen zu sehen war, folgte noch im selben Jahr ein Auftritt in einer Episode von Sons of Tucson.
2010 spielte sie in True Grit, einer Adaption der Coen-Brüder des gleichnamigen Romans von Charles Portis. Sie spielte die Hauptrolle neben Jeff Bridges, Matt Damon, Josh Brolin und Barry Pepper und wurde dafür mit einigen Preisen ausgezeichnet. Sie wurde 2011 unter anderem für den Oscar und den britischen BAFTA Award nominiert.
2013 war sie in der weiblichen Hauptrolle im Film Romeo & Juliet (2013) zu sehen, der auf Shakespeares Werk basiert, an der Seite von Douglas Booth als Romeo. Außerdem spielte Steinfeld in Ender’s Game (2013). Sie erschien als Emily Junk in Pitch Perfect 2 (2015) und Pitch Perfect 3 (2017).
Nach der Darbietung von Flashlight in Pitch Perfect 2 veröffentlichte Steinfeld eine Coverversion des Songs und unterschrieb anschließend bei der Plattenfirma Republic Records. 2015 veröffentlichte Steinfeld ihre erste Single Love Myself, die in den USA Platinstatus und im Vereinigten Königreich Silberstatus erreichte. Mitte 2016 gelang ihr mit der Single Starving, die in Zusammenarbeit mit Grey und Zedd entstand, erstmals der Eintritt in die deutschen Charts. In Großbritannien erreichte die Single Goldstatus.
Im Dezember 2016 wurde Steinfeld für ihre Rolle der Nadine Franklin in der Dramedy The Edge of Seventeen – Das Jahr der Entscheidung u. a. für einen Golden Globe nominiert.
2018 spielte sie in Bumblebee  die Hauptrolle der Charlie Watson. Ebenfalls 2018 lieh Steinfeld in Spider-Man: A New Universe Gwen Stacey ihre Stimme. Von 2019 bis 2021 war sie in der Serie Dickinson als Emily Dickinson zu sehen. In der 2021 erschienen Marvel-Serie Hawkeye spielt Hailee Steinfeld neben Jeremy Renner eine der Hauptrollen, die der Kate Bishop. Seit 2021 leiht sie außerdem Vi in Arcane ihre Stimme. 2025 übernahm sie eine Nebenrolle in dem Horrorfilm Blood & Sinners. Ihr Schaffen für Film und Fernsehen umfasst mehr als 60 Produktionen.
2017 wurde sie in die Academy of Motion Picture Arts and Sciences (AMPAS) aufgenommen, die jährlich die Oscars vergibt.
Seit 2025 ist Steinfeld mit Josh Allen, dem Quarterback der Buffalo Bills, verheiratet.

## Filmografie (Auswahl)

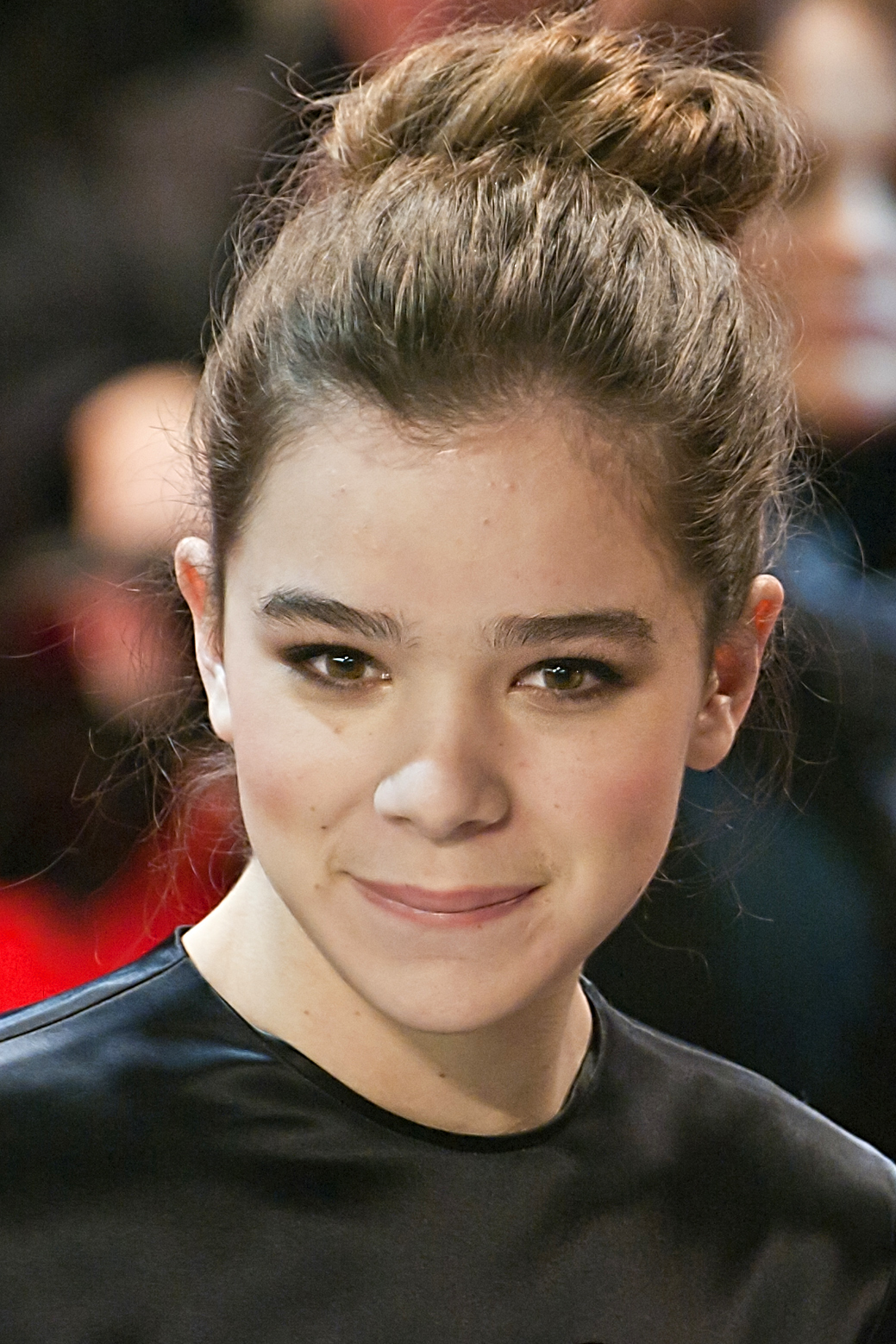
Steinfeld bei der Premiere ihres Films True Grit auf der Berlinale 2011

- 2007: Back to You (Fernsehserie, Episode 1x06 Gracie's Bully)
- 2008: Heather: A Fairy Tale
- 2009: She’s a Fox
- 2010: Summer Camp
- 2010: Sons of Tucson (Fernsehserie, Episode 1x05 Chicken Pox)
- 2010: True Grit
- 2010: Without Wings (Kurzfilm)
- 2010: Grand Cru (Kurzfilm)
- 2013: Hateship, Loveship
- 2013: Can a Song Save Your Life? (Begin Again)
- 2013: Ender’s Game – Das große Spiel (Ender’s Game)
- 2013: Romeo und Julia (Romeo and Juliet)
- 2014: 3 Days to Kill
- 2014: The Homesman
- 2014: The Keeping Room – Bis zur letzten Kugel (The Keeping Room)
- 2015: Erinnerungen an Marnie (Omoide no Mānī) – Stimme von Anna Sasaki
- 2015: Pitch Perfect 2
- 2015: Secret Agency – Barely Lethal (Barely Lethal)
- 2015: New York Saints (Ten Thousand Saints)
- 2016: Term Life – Mörderischer Wettlauf (Term Life)
- 2016: The Edge of Seventeen – Das Jahr der Entscheidung (The Edge of Seventeen)
- 2017: Pitch Perfect 3
- 2018: Spider-Man: A New Universe (Spider-Man: Into the Spider-Verse) (Stimme)
- 2018: Bumblebee
- 2019: Zwischen zwei Farnen: Der Film (Between Two Ferns: The Movie)
- 2019–2021: Dickinson (Fernsehserie, 30 Folgen)
- 2019: 3 Engel für Charlie (Charlie’s Angels)
- 2021: Hawkeye (Fernsehserie, 6 Folgen)
- 2021–2024: Arcane (Fernsehserie, 12 Folgen, Stimme von Vi)
- 2023: Spider-Man: Across the Spider-Verse (Stimme)
- 2023: The Marvels
- 2024: What If…? (Fernsehserie, Stimme)
- 2025: Blood & Sinners (Sinners)

## Diskografie

### EPs
| Jahr | Titel | Höchstplatzierung, Gesamtwochen, AuszeichnungChartplatzierungen (Jahr, Titel, Platzierungen, Wochen, Auszeichnungen, Anmerkungen) | Höchstplatzierung, Gesamtwochen, AuszeichnungChartplatzierungen (Jahr, Titel, Platzierungen, Wochen, Auszeichnungen, Anmerkungen) | Anmerkungen                                                 |
| Jahr | Titel | UK | US | Anmerkungen                                                 |
| ---- | ----- | --- | --- | ----------------------------------------------------------- |
| 2015 | Haiz  | UK— SilberUK | US57 (1 Wo.)US | Erstveröffentlichung: 13. November 2015 Verkäufe: + 147.500 |

Weitere EPs
- 2020: Half Written Story

### Singles als Leadmusikerin
| Jahr | Titel Album                                 | Höchstplatzierung, Gesamtwochen, AuszeichnungChartplatzierungen (Jahr, Titel, Album, Platzierungen, Wochen, Auszeichnungen, Anmerkungen) | Höchstplatzierung, Gesamtwochen, AuszeichnungChartplatzierungen (Jahr, Titel, Album, Platzierungen, Wochen, Auszeichnungen, Anmerkungen) | Höchstplatzierung, Gesamtwochen, AuszeichnungChartplatzierungen (Jahr, Titel, Album, Platzierungen, Wochen, Auszeichnungen, Anmerkungen) | Höchstplatzierung, Gesamtwochen, AuszeichnungChartplatzierungen (Jahr, Titel, Album, Platzierungen, Wochen, Auszeichnungen, Anmerkungen) | Höchstplatzierung, Gesamtwochen, AuszeichnungChartplatzierungen (Jahr, Titel, Album, Platzierungen, Wochen, Auszeichnungen, Anmerkungen) | Anmerkungen                                                                                                |
| Jahr | Titel Album                                 | DE | AT | CH | UK | US | Anmerkungen                                                                                                |
| ---- | ------------------------------------------- | --- | --- | --- | --- | --- | --- |
| 2015 | Love Myself Haiz                            | — | — | CH64 (9 Wo.)CH | UK— PlatinUK | US30 ×2Doppelplatin · (16 Wo.)US | Erstveröffentlichung: 7. August 2015 Verkäufe: + 3.150.000                                                 |
| 2016 | Starving Haiz                               | DE47 Gold · (22 Wo.)DE | AT31 Platin · (22 Wo.)AT | CH45 (24 Wo.)CH | UK5 ×2Doppelplatin · (36 Wo.)UK | US12 ×4Vierfachplatin · (29 Wo.)US | Erstveröffentlichung: 15. Juli 2016 Verkäufe: + 6.626.666; mit Grey feat. Zedd                             |
| 2017 | Most Girls –                                | — | — | — | UK34 Platin · (13 Wo.)UK | US58 ×2Doppelplatin · (16 Wo.)US | Erstveröffentlichung: 28. April 2017 Verkäufe: + 2.900.000                                                 |
| 2017 | Let Me Go –                                 | DE78 Gold · (7 Wo.)DE | AT52 (9 Wo.)AT | CH60 (17 Wo.)CH | UK30 Platin · (26 Wo.)UK | US40 Platin · (22 Wo.)US | Erstveröffentlichung: 8. September 2017 Verkäufe: + 2.960.000 mit Alesso feat. Florida Georgia Line & Watt |
| 2018 | Capital Letters Fifty Shades Freed (O.S.T.) | DE32 Gold · (9 Wo.)DE | AT24 (8 Wo.)AT | CH31 (8 Wo.)CH | UK39 Silber · (8 Wo.)UK | — | Erstveröffentlichung: 12. Januar 2018 Verkäufe: + 855.000; mit BloodPop                                    |

Weitere Singles
- 2016: Rock Bottom (feat. DNCE, UK: Silber, US: Platin)
- 2018: Back to Life
- 2019: Afterlife
- 2020: Wrong Direction
- 2022: Coast (feat. Anderson Paak)
- 2023: Sunkissing

### Singles als Gastmusikerin
| Jahr | Titel Album      | Höchstplatzierung, Gesamtwochen, AuszeichnungChartplatzierungen (Jahr, Titel, Album, Platzierungen, Wochen, Auszeichnungen, Anmerkungen) | Höchstplatzierung, Gesamtwochen, AuszeichnungChartplatzierungen (Jahr, Titel, Album, Platzierungen, Wochen, Auszeichnungen, Anmerkungen) | Höchstplatzierung, Gesamtwochen, AuszeichnungChartplatzierungen (Jahr, Titel, Album, Platzierungen, Wochen, Auszeichnungen, Anmerkungen) | Anmerkungen                                                                                        |
| Jahr | Titel Album      | AT | UK | US | Anmerkungen                                                                                        |
| ---- | ---------------- | --- | --- | --- | -------------------------------------------------------------------------------------------------- |
| 2017 | Show You Love –  | — | UK91 Silber · (1 Wo.)UK | — | Erstveröffentlichung: 24. Februar 2017 Verkäufe: + 245.000; Kato & Sigala feat. Hailee Steinfeld   |
| 2017 | At My Best Bloom | AT71 (1 Wo.)AT | — | US60 Platin · (8 Wo.)US | Erstveröffentlichung: 17. März 2017 Verkäufe: + 1.015.000 Machine Gun Kelly feat. Hailee Steinfeld |
| 2018 | Colour Language  | — | UK92 (1 Wo.)UK | — | Erstveröffentlichung: 1. Juni 2018 MNEK feat. Hailee Steinfeld                                     |

Weitere Gastbeiträge
- 2015: How I Want Ya (Hudson Thames feat. Hailee Steinfeld)
- 2016: Fragile (Prince Fox feat. Hailee Steinfeld)
- 2017: Digital Love (Digital Farm Animals feat. Hailee Steinfeld)
- 2018: Ordinary Day (Logic feat. Hailee Steinfeld)
- 2019: Woke Up Late (Drax Project feat. Hailee Steinfeld)
- 2020: Masterpiece (Chen Linong feat. Hailee Steinfeld)

## Auszeichnungen für Musikverkäufe
| Goldene Schallplatte - Belgien - 2016: für die Single Starving - Brasilien - 2024: für die Single Rock Bottom - 2024: für die Single Wrong Direction - Dänemark - 2019: für die Single Let Me Go - 2019: für die Single Capital Letters - 2021: für die Single Most Girls - 2022: für die Single Show You Love - Frankreich - 2016: für die Single Starving - Italien - 2018: für die Single Most Girls - 2019: für die Single Capital Letters - Kanada - 2017: für die Single Rock Bottom - 2020: für die Single Wrong Direction - Neuseeland - 2018: für das Lied You’re Such A - 2019: für die Single At My Best - 2022: für das Album Haiz - Polen - 2022: für die Single Capital Letters - Portugal - 2018: für die Single Let Me Go - 2019: für die Single Starving - Spanien - 2024: für die Single Capital Letters - 2024: für die Single Let Me Go - 2024: für die Single Love Myself - 2024: für die Single Starving | Platin-Schallplatte - Australien - 2017: für die Single Most Girls - 2019: für das Album Haiz - Brasilien - 2024: für die Single Most Girls - Dänemark - 2022: für die Single Love Myself - Italien - 2017: für die Single Love Myself - 2019: für die Single Let Me Go - Kanada - 2017: für die Single Most Girls - 2021: für die Single Capital Letters - Neuseeland - 2019: für die Single Rock Bottom - 2023: für die Single Capital Letters - Schweden - 2015: für die Single Love Myself - 2016: für die Single Starving - Singapur - 2021: für das Album Haiz | 2× Platin-Schallplatte - Australien - 2016: für die Single Starving - 2021: für die Single Capital Letters - Brasilien - 2024: für die Single Let Me Go - 2024: für die Single Love Myself - 2024: für die Single Capital Letters - Dänemark - 2023: für die Single Starving - Kanada - 2017: für die Single Love Myself - Neuseeland - 2021: für die Single Most Girls - 2022: für die Single Love Myself - Italien - 2017: für die Single Starving - Schweden - 2018: für die Single Let Me Go 3× Platin-Schallplatte - Brasilien - 2024: für die Single Starving 4× Platin-Schallplatte - Kanada - 2017: für die Single Starving - 2018: für die Single Let Me Go - Neuseeland - 2020: für die Single Woke Up Late - 2021: für die Single Starving - 2023: für die Single Let Me Go 5× Platin-Schallplatte - Australien - 2020: für die Single Let Me Go 6× Platin-Schallplatte - Australien - 2025: für die Single Woke Up Late |

Anmerkung: Auszeichnungen in Ländern aus den Charttabellen bzw. Chartboxen sind in ebendiesen zu finden.
| Land/RegionAuszeichnungen für Musikverkäufe (Land/Region, Auszeichnungen, Verkäufe, Quellen) | Silber     | Gold       | Platin       | Verkäufe   | Quellen              |
| -------------------------------------------------------------------------------------------- | ---------- | ---------- | ------------ | ---------- | -------------------- |
| Australien (ARIA)                                                                            | —          | —          | 17× Platin17 | 1.190.000  | aria.com.au          |
| Belgien (BRMA)                                                                               | —          | Gold1      | —            | 15.000     | ultratop.be          |
| Brasilien (PMB)                                                                              | —          | 2× Gold2   | 10× Platin10 | 550.000    | pro-musicabr.org.br  |
| Dänemark (IFPI)                                                                              | —          | 4× Gold4   | 3× Platin3   | 420.000    | ifpi.dk              |
| Deutschland (BVMI)                                                                           | —          | 3× Gold3   | —            | 600.000    | musikindustrie.de    |
| Frankreich (SNEP)                                                                            | —          | Gold1      | —            | 66.666     | snepmusique.com      |
| Italien (FIMI)                                                                               | —          | 2× Gold2   | 4× Platin4   | 250.000    | fimi.it              |
| Kanada (MC)                                                                                  | —          | 2× Gold2   | 12× Platin12 | 1.040.000  | musiccanada.com      |
| Neuseeland (RMNZ)                                                                            | —          | 3× Gold3   | 17× Platin17 | 540.000    | radioscope.co.nz NZ2 |
| Österreich (IFPI)                                                                            | —          | —          | Platin1      | 30.000     | ifpi.at              |
| Polen (ZPAV)                                                                                 | —          | Gold1      | —            | 25.000     | olis.pl              |
| Portugal (AFP)                                                                               | —          | 2× Gold2   | —            | 10.000     | Einzelnachweise      |
| Schweden (IFPI)                                                                              | —          | —          | 4× Platin4   | 240.000    | sverigetopplistan.se |
| Singapur (RIAS)                                                                              | —          | —          | Platin1      | 10.000     | rias.org.sg          |
| Spanien (Promusicae)                                                                         | —          | 4× Gold4   | —            | 120.000    | elportaldemusica.es  |
| Vereinigte Staaten (RIAA)                                                                    | —          | —          | 11× Platin11 | 11.000.000 | riaa.com             |
| Vereinigtes Königreich (BPI)                                                                 | 4× Silber4 | —          | 5× Platin5   | 3.660.000  | bpi.co.uk            |
| Insgesamt                                                                                    | 4× Silber4 | 25× Gold25 | 85× Platin85 |            |                      |

## Auszeichnungen und Nominierungen
Auszeichnungen
- Alliance of Women Film Journalists Award in der Kategorie Beste Nebendarstellerin für ihre Rolle in True Grit
- Austin Film Critics Association Award in der Kategorie Beste Nebendarstellerin für ihre Rolle in True Grit
- Broadcast Film Critics Association Award in der Kategorie Bester Jungdarsteller für ihre Rolle in True Grit[9]
- Central Ohio Film Critics Association Award in der Kategorie Beste Nebendarstellerin für ihre Rolle in True Grit
- Chicago Film Critics Association Award in der Kategorie Beste Nebendarstellerin für ihre Rolle in True Grit
- Houston Film Critics Association Award in der Kategorie Beste Nebendarstellerin für ihre Rolle in True Grit
- Indiana Film Journalists Association Award in der Kategorie Beste Nebendarstellerin für ihre Rolle in True Grit[10]
- Kansas City Film Critics Circle Award in der Kategorie Beste Nebendarstellerin für ihre Rolle in True Grit
- Las Vegas Film Critics Society Award in der Kategorie Bester Jungdarsteller für ihre Rolle in True Grit
- Online Film Critics Society Award in der Kategorie Beste Nebendarstellerin für ihre Rolle in True Grit
- Southeastern Film Critics Association Award in der Kategorie Beste Nebendarstellerin für ihre Rolle in True Grit[11]
- Toronto Film Critics Association Award in der Kategorie Beste Nebendarstellerin für ihre Rolle in True Grit
- Vancouver Film Critics Circle Award in der Kategorie Beste Nebendarstellerin für ihre Rolle in True Grit
- Young Artist Award in der Kategorie Beste Hauptdarstellerin in einem Spielfilm für ihre Rolle in True Grit[12]
- Women Film Critics Circle Awards in der Kategorie Beste Jungschauspielerin für ihre Rolle in The Edge of Seventeen

Nominierungen
- Broadcast Film Critics Association Award in der Kategorie Beste Nebendarstellerin für ihre Rolle in True Grit[9]
- Central Ohio Film Critics Association Award in der Kategorie Bestes Ensemble zusammen mit Barry Pepper, Josh Brolin, Matt Damon und Jeff Bridges für True Grit
- Central Ohio Film Critics Association Award in der Kategorie Durchbruch eines Filmschauspielers für ihre Rolle in True Grit
- Chicago Film Critics Association Award in der Kategorie Vielversprechendster Schauspieler für ihre Rolle in True Grit
- Dallas-Fort Worth Film Critics Association Award in der Kategorie Beste Schauspielerin für ihre Rolle in True Grit
- Houston Film Critics Society Award in der Kategorie Beste Nebendarstellerin für ihre Rolle in True Grit[13]
- Las Vegas Film Critics Society Award in der Kategorie Beste Nebendarstellerin für ihre Rolle in True Grit
- London Film Critics Circle Award in der Kategorie Schauspielerin des Jahres für ihre Rolle in True Grit
- Phoenix Film Critics Society Award in der Kategorie Beste Nebendarstellerin für ihre Rolle in True Grit
- Phoenix Film Critics Society Award in der Kategorie Durchbruch vor der Kamera/Newcomer des Jahres für ihre Rolle in True Grit
- Phoenix Film Critics Society Award in der Kategorie Beste darstellerische Leistung eines Jugendlichen, weiblich für ihre Rolle in True Grit
- Screen Actors Guild Award in der Kategorie Beste Nebendarstellerin für ihre Rolle in True Grit
- St. Louis Gateway Film Critics Association Award in der Kategorie Beste Nebendarstellerin für ihre Rolle in True Grit[14]
- Utah Film Critics Association Award in der Kategorie Beste Schauspielerin für ihre Rolle in True Grit
- Washington D.C. Area Film Critics Association Award in der Kategorie Beste Nebendarstellerin für ihre Rolle in True Grit
- British Academy Film Award in der Kategorie Beste Hauptdarstellerin für ihre Rolle in True Grit
- Oscar in der Kategorie Beste Nebendarstellerin für ihre Rolle in True Grit
- Washington D.C. Area Film Critics Association Awards in der Kategorie Bester Newcomer für ihre Rolle in The Edge of Seventeen
- Critics’ Choice Movie Awards in der Kategorie Bester Jungdarsteller für ihre Rolle in The Edge of Seventeen
- Critics’ Choice Movie Awards in der Kategorie Beste Schauspielerin in einer Komödie für ihre Rolle in The Edge of Seventeen
- Golden Globe in der Kategorie Beste Hauptdarstellerin – Komödie oder Musical für ihre Rolle in The Edge of Seventeen